# Força mental
"Força mental" (títol original en anglès "The Prime Mover") és el vint-i-unè episodi de la segona temporada, i el 57è total de la sèrie de televisió d'antologia La Dimensió Desconeguda. Es va emetre originalment el 24 de març de 1961 a CBS. Ha estat doblat al català i emès per TV3.

## Narrativa d'obertura
| « | Retrat d'un home que pensa i, per tant, fa les coses. Es podria dir que el Sr. Jimbo Cobb és un motor principal, un talent que s'ha de veure per creure. En un moment us mostrarà als seus amics, i a vosaltres, com manté els dos peus a terra i el cap a la Dimensió Desconeguda. | » |

## Argument
El jugador d'atzar Ace Larsen descobreix que el seu company, Jimbo Cobb, té poders de telequinesi després que un cotxe bolqui a l'exterior de la seva cafeteria i Jimbo mou el cotxe sense tocar-lo.
L'Ace planeja utilitzar els poders d'en Jimbo per guanyar molt a Las Vegas, i s'emporta la seva xicota Kitty amb ells. L'Ace guanya totes les apostes que fa, sense tenir en compte els mals de cap de Jimbo per l'ús dels seus poders i les seves creixents preocupacions morals sobre el que estan fent, i acumula centenars de milers de dòlars en guanys. A la Kitty li fa fàstic el comportament de l'Ace i se'n va, així que l'Ace contracta la Cigarette girl del casino com a acompanyant de nit i fa que el gerent truqui a Phil Nolan, un gàngster notori de Chicago. L'Ace i en Nolan comencen un joc privat de craps, amb l'Ace guanyant tirada rere tirada. Ignorant les interrupcions de Jimbo, l'Ace decideix apostar tots els seus diners a la següent tirada però inesperadament perd; Jimbo diu després que els seus poders li havien fallat de sobte. La pèrdua desperta l'Ace a la realitat del que s'ha convertit, i ell i en Jimbo es riuen amb la seva desgràcia i tornen a casa amb la Kitty.
De tornada al cafè, l'Ace demana a la Kitty que es casi amb ell just quan en Jimbo deixa caure la seva escombra. Ella tira una moneda i l'Ace crida "caps". Sense mostrar-li la moneda a l'Ace ni dir-li el resultat de la tirada, ella decideix acceptar la seva proposta. Mentre s'abracen, en Jimbo agafa l'escombra telequinèticament, revelant que va fingir la seva pèrdua de poder per treure l'Ace de la seva cobdícia.

## Narrativa de tancament
| « | Algunes persones posseeixen talent, d'altres les posseeix. Quan això passa, el talent es converteix en una maledicció. Jimbo Cobb ho sabia des del principi, però abans que l'Ace Larsen s'assabentés d'aquesta senzilla veritat, va haver de fer un petit viatge per La Dimensió Desconeguda. | » |

## Repartiment
- Dane Clark com a Ace Larsen
- Buddy Ebsen com a Jimbo Cobb
- Christine White com a Kitty Cavanaugh
- William Keene com a dependent d'escriptori
- Nesdon Booth com a Big Phil Nolan
- Clancy Cooper com a camioner
- Jane Burgess com a Sheila

## Producció
L'escena de l'accident reutilitza metratge de la pel·lícula de 1958 Thunder Road.